# Arpitan (fromage)
Pour l’article homonyme, voir Arpitan.
L'arpitan est un fromage suisse produit dans la région de la Glâne du canton de Fribourg. Il tient son nom de la langue régionale, l'arpitan, parlée en Suisse, France et Italie.

## Origine et description
Ce fromage a été créé par la fromagerie Moléson SA à Orsonnens (qui produit aussi du gruyère et du vacherin fribourgeois) au début du XXIe siècle, après que Michel et Jean Grossrieder prirent les rênes de la fromagerie familiale en 2006. Il s'agit d'un fromage à pâte pressée cuite, élaboré à partir de lait thermisé de vache et affiné durant trois mois en cave.
Il a un arôme proche de ceux de l'appenzeller et du gruyère suisse, et se présente en tomme de 4,5 kg,.

## Distinctions
L'arpitan a gagné la médaille de bronze dans la catégorie « tommes et pâtes pressées » lors du concours Fromonval 2011 en France (Doubs) et la médaille d'or dans la même catégorie en 2013,.